# Ezio Roselli
Ezio Roselli (La Spezia, Ligúria, 8 de desembre de 1896 – Gènova, 6 de gener de 1963) va ser un gimnasta artístic italià que va competir a començaments del segle xx.
El 1920 va prendre part en els Jocs Olímpics d'Anvers, on guanyà la medalla d'or en el concurs complet per equips del programa de gimnàstica.
Vuit anys més tard, als Jocs d'Amsterdam, va disputar les set proves del programa de gimnàstica, però sols en la del concurs complet per equips, que finalitzà en sisena posició, aconseguí acabar entre els 25 primers.